# Ann Wilson (Kunsthistorikerin)
Ann Wilson (* in Washington, D.C.) ist eine amerikanische Kunsthistorikerin und Museumsmanagerin. Sie war in den Jahren 2008 und 2009 Direktorin des Blanton Museum of Art an der University of Texas at Austin.

## Leben
Ann Wilson wurde in Washington, D.C. geboren und schloss ihr Studium an der Georgetown University mit magna cum laude ab. Sie ist Alumna des Museum Leadership Institute des Getty Center. Für das Walters Art Museum in Baltimore managte Wilson sieben Jahre lang die Marketing-Abteilung und den Besucherservice. Im Anschluss war sie fünf Jahre lang für das High Museum of Art in Atlanta tätig, wo sie ebenfalls Managerin für Öffentlichkeitsarbeit und Marketing war. In dieser Rolle organisierte sie eine Reihe von großen Werbekampagnen für das Museum. Aufgrund dieser Erfahrungen war sie regelmäßig Panelistin zu Fragen des Museumsmanagements.

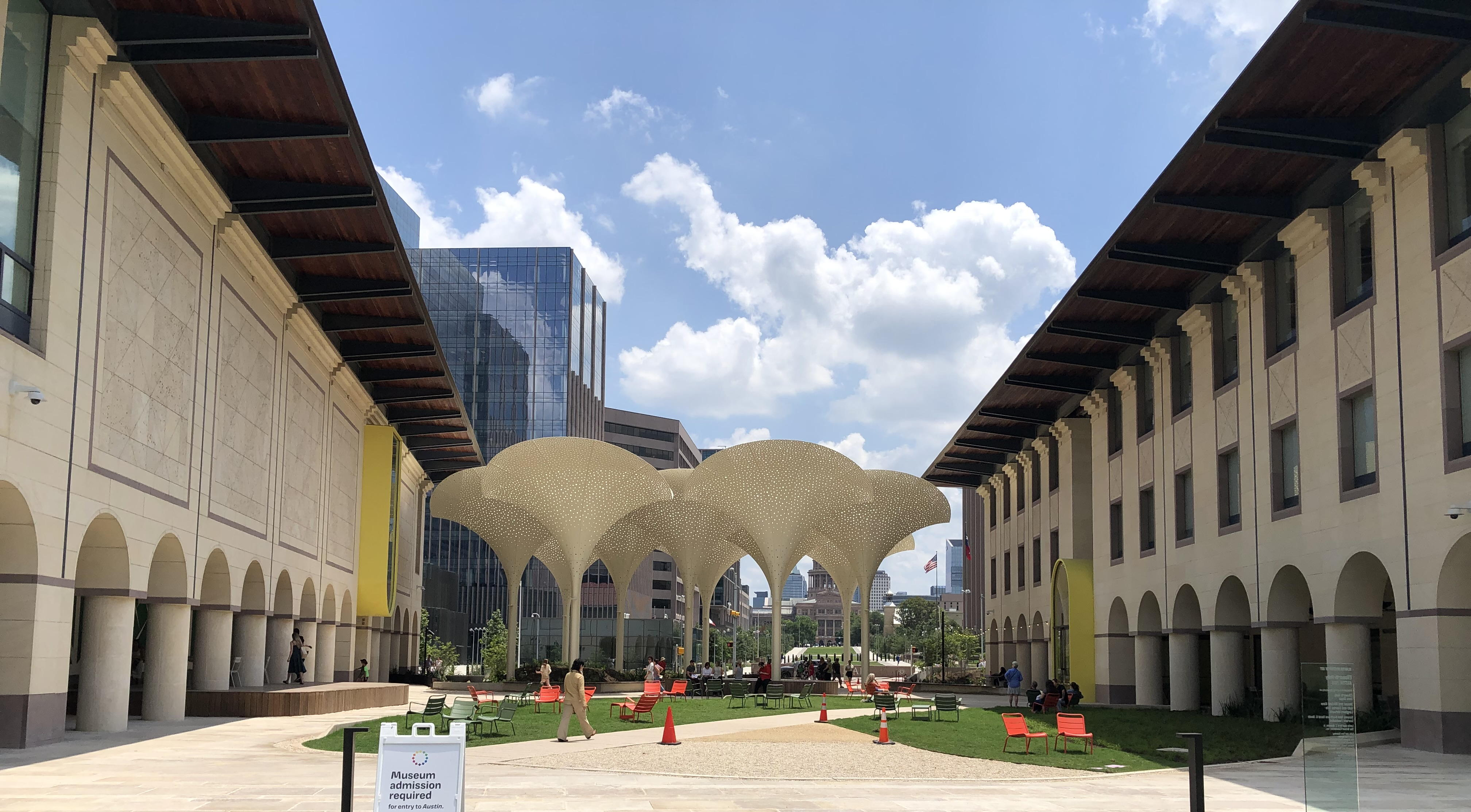
Das Edgar A. Smith Building als Eingangsgebäude des Blanton Museum of Art (rechts) wurde im November 2008, zwei Jahre nach dem Mari and James A. Michener Gallery Building als Ausstellungsgebäude (links), unter Leitung Wilsons eröffnet. Aufnahme 2023.

Im Mai 2004 begann Wilson am Blanton Museum of Art zu arbeiten. Sie hatte die Rolle des Associate Director unter der Direktorin Jessie Otto Hite inne und war in dieser Funktion unter anderem Mitglied des Komitees, das mit der Entwicklung des Kerncurriculums für das Museum Studies-Programm betraut war, das sich dann 2007/2008 in der Pilotphase am College of Fine Arts der University of Texas at Austin befand. Mit ihrer großen Erfahrung im Museumsmarketing war Wilson an der Gestaltung der Eröffnung des neuen Museumsgebäude im April 2006 mit einer Woche von Events, die von 22.000 Besuchern wahrgenommen wurden, darunter die 24-Stunden-Eröffnung des Gebäudes selbst, beteiligt. Im Februar dieses Jahres hatte eine erfolgreiche Werbekampagne führte zu einer Vervierfachung der Mitglieder des Museums bis zum Herbst 2006. Das Blanton Museum schaltete auch einen neuen Webauftritt frei. 2007 wurde Wilson zum Peer Reviewer für die American Association of Museums ernannt.
Nachdem Jessie Otto Hite im Juni 2007 angekündigt hatte, zum März 2008 in Ruhestand zu gehen, folgte ihr Wilson als Interimsdirektorin nach. Für diese Rolle wurde sie aufgrund ihrer Erfahrungen im Museumsmanagement und den Kenntnissen der Lage des Blanton Museums ausgewählt, die einen reibungslosen Übergang zum neu zu berufenden Direktor garantieren sollten. In die Amtsperiode Wilsons fiel die Eröffnung des Edgar A. Smith Building im November 2008, das Büros, Klassenräume, ein Auditorium sowie den Museumsshop und Gastronomie beherbergt. Damit war der Museumsneubau, dessen Mari and James A. Michener Gallery Building bereits 2006 eröffnet worden war, abgeschlossen. Im September 2009 folgte Ned Rifkin Wilson als Direktor des Blanton Museums nach.